# نخالية شعرية حمراء
النخالية الحمراء الشعرية (PRP) وتسمى أيضا بمرض ديفرجي وهي نوع من الأمراض الجلدية النادرة التي تظهر على شكل بقع قشرية برتقالية اللون مائلة للاحمرار محددة المكان. وقد تغطى الجسم بالكامل أو أجزاء فقط من الجسم مثل المرافق والركب، الكفوف وأخمص القدم.

## التشخيص
النخالية الشعرية الحمراء وصفها طبيب الجلدية الفرنسي ألفونس ديفيرجي (Marie-Guillaume-Alphonse Devergie) سنة 1856 بأنها اضطراب مزمن غير معروف السبب، ولا توجد فحوص معملية لتأكيد تشخيص النخالية الشعرية الحمراء، والتشخيص يكون في العادة مبني على أساس الربط بين علامات المرض ونتائج فحص العينة النسيجية.وقد يجرى فحص للكشف عن اختلال توازن الأملاح، ونقص بروتينات الدم hypoalbuminemia, والعدوى الميكروبية الثانوية بالجلد، والتقيح المحتمل. أما عن الفحص بالمجهر الإلكتروني فهو للكشف عن وجود نقص في خيوط الكراتين والجسيمات الرابطة desmosomes, وزيادة الفراغ بين الخلايا، والاحتفاظ بنواة الخلايا بالطبقة القرنية مع وجود فجوات تشبه الدهون، مع وجود عدد كبير من رقائق حبيبية، ووجود انفصام بؤري بالطبقة القاعدية الرقيقة عند اتصال البشرة بالأدمة.

## السبب
سبب النخالية الحمراء الشعرية ما زال مجهولا. وتحدث عادة فرادية، لكن في بعض الأشكال قد تورث جزئيا. ويمكن حدوثها في أي عرق، والذكور والإناث يتأثرون بالتساوي.

## الأعراض
تتميز الأعراض بوجود بقع مرتفعة قليلا عن سطح الجلد، برتقالية اللون تميل إلى الحمرة وبها قشور لها حواف حادة والتي قد تمتد لتشمل كل الجسم. وزيادة في سمك الطبقة القرنية بالكف والقدمين، وبروزات جلدية حبيبية (حطاطات papules), جريبية ببصيلة الشعر، قرنية، وقد تغطي النخالية الشعرية الحمراء معظم الجلد مع وجود أجزاء محددة من الجلد لا يشملها المرض. التغيرات بالأظافر تشمل وجود لون بني مصفر بنهاية الأظافر وزيادة بالطبقة القرنية تحتها ووجود خطوط طولية بها وزيادة سمكها وحدوث نزف تحتها. وقد توجد بقع صغيرة منخفضة على سطح الأظافر. قد يشكو المريض من ألم وتهيج بالفم، كما تحدث تغيرات بالغشاء المخاطي والتي تشمل لون أبيض منتشر بالغشاء المخاطي المبطن للفم، ووجود لويحات مزركشة مائلة إلى البياض، وحطاطات ولويحات رمادية مائلة للبياض، واحمرار وتآكلات محتملة. وفي الحالات الشديدة من المرض قد يحدث انقلاب الجفن السفلي للخارج ectropion, كما قد تحدث رؤية مشوشة، وجفاف للعين.

## الأنواع
قسم الطبيب جريفيفس Griffiths النخالية الشعرية الحمراء إلى أصناف، وهي النمط الذي يكون بشكل تقليدي في البالغين، والنوع غير النمطي في البالغين، والنمط التقليدي في الأحداث classic juvenile type, والنمط المحدود في الأحداث، والنوع غير النمطي في الأحداث، وحديثا تم إضافة نوع يصاحب مرض نقص المناعة المكتسب إلى هذا التقسيم، وقد وصفت تقارير قليلة نخالية شعرية حمراء تكون مصاحبة لأورام خبيثة هناك عدة أشكال للنخالية الحمراء الشعرية وتصنف كما يلي:
- -البدء التقليدي في البالغين.classical adult onset يشكل 50 % من كل الحالات، حيث 80% من المرضى يدخلون في مرحلة هدأة تلقائية spontaneous remission خلال 3 سنوات، بعد الهدأة، الانتكاسة تكون غير شائعة، ولكن قد يرتبط بورم خبيث مستبطن.
- -البدء اللانمطي في البالغين atypical adult onset يشكل 5% من مجموع الحالات، وقد يستمر لمدة 20 سنة أو أكثر، كثيرا مايكون هناك عنصر أكزيمي مصاحب.
- -البدء التقليدي في الأحداث classical juvenile onset يشكل 10% من مجموع الحالات، عادة يحدث بين عمر 5 و 10 سنوات، كثيرا ما يتبع إصابة عدوى حادة من أي نوع، الهدأة التلقائية خلال سنة واحدة.
- -النوع المحدود في الأحداث circumscribed juvenile يشكل 25% من مجموع الحالات، يصيب الأطفال الذين قبل سن البلوغ، عادة محدودا في الكفوف، بواطن القدم، الركب والمرافق، التطورات طويلة الأمد غير واضحة ولكن التحسن ممكن في آخر المراهقة.
- -البدء اللانمطي في الأحداث atypical juvenile يشكل 5% من مجموع الحالات، قد يتداخل مع أنواع من السماك يظهر عند المواليد الجدد أو في المراحل المبكرة من الطفولة، ويكون من النوع الشديد.

غالبا يبدأ نوع النخالية الحمراء الشعرية ذو البدء التقليدى في البالغين على الرأس، الرقبة وأعلى الجذع كطفح قشري أحمر. وكثيرا تكون هناك إصابة وحيدة، لكن خلال أسابيع قليلة تظهر بقع متعددة وتنضم معا لتشكل مجموعات برتقالية محمرة. في خلال أسابيع قليلة تنتشر هذه إلى أسفل وقد تغطي معظم الجسم (حمامى الجلد erythroderma). ويمكن أن تتحسس كتل (سدادات) جافة وخشنة في خلال البقع، وذلك بسبب انسداد بصيلات الشعر، وكثيرا تكون أوضح على ظهر الأصابع. قد يشكو المرضى أيضا من شعور بالحكة في المراحل المبكرة للمرض.

## العلاج
إنّ الأنواع الشديدة مثل الأشكال الموروثة من PRP تكون صعبة العلاج وقد تستمر إلى مدى الحياة، وحاليا الأشكال الموروثة من PRP تميل إلى الاستمرار طوال الحياة بينما الأشكال المكتسبة الفرادية تميل إلى الزوال إما تلقائيا أو باستعمال الكريمات أو العلاجات المرافقة. وتقسم طرق العلاج إلى:
-العلاجات الموضعية: مثل الكريمات الملطفة قد تستخدم لتخفيف أعراض الجفاف والتشقق. في الحالات الشديدة أسيتريتين أو أيزوتريتنوين قد يكون مفيدًا. لكن ميثوتريكسيت محدود القيمة هنا.
-العلاج الضوئي الكيميائي: والذي فيه يتم تعريض خلايا الدم البيضاء للأشعة فوق البنفسجية خارج الجسم في وجود مادة تدخل في تفاعل- قابل للانعكاس- مع المادة الوراثية، ثم إعادة الخلايا التي تم علاجها إلى الجسم، ويقلل ذلك من تكثير المادة الوراثية وعدد الخلايا المتزايدة، وقد أفادت التقارير نجاح هذه الطريقة في علاج حالات مقاومة للعلاج التقليدي والقياسي، وتحتاج هذه الطريقة لمزيد من الدراسة والتقييم.
-العلاج الدوائي: ويهدف إلى التقليل من الاعتلالات ومنع المضاعفات، ونظرا لندرة المرض لم تحدث محاولات منظمة للعلاج، وحديثا ذكرت تقارير أن مستحضر إنفليكسيماب (infliximab) له فوائد في علاج هذه الحالات.
كشفت دراسة على 12 حالة أجراها ديكنز Dickens أن 80% من الحالات تحسنت عند إعطائها مستحضرات الريتينويد retinoids. بالفم، وأن التحسن يمكن توقعه بعد 4–6 شهور.
العلاجات الموضعية مثل الكريمات الملطفة قد تستخدم لتخفيف أعراض الجفاف والتشقق. في الحالات الشديدة أسيتريتين أو أيزوتريتنوين قد يكون مفيدًا. لكن ميثوتريكسيت محدود القيمة هنا. الأدوية الموضعية مثل المطريات يمكن أن تستخدم لتخفيف أعراض الجفاف والتشقق. في الحالات الشديدة acitretin أو الايزوتريتنون قد تكون مفيدة. وكان الميثوتريكسيت ذات قيمة محدودة. تمتد مرحلة العلاج من سنة إلى ثلاث سنوات.